# فرانسیسکو لئون د لا بارا
فرانسیسکو لئون د لا بارا (اسپانیایی: Francisco León de la Barra‎؛ ۱۶ ژوئن ۱۸۶۳ – ۲۳ سپتامبر ۱۹۳۹) یک سیاست‌مدار، و دیپلمات اهل مکزیک بود.